# Hume Cronyn

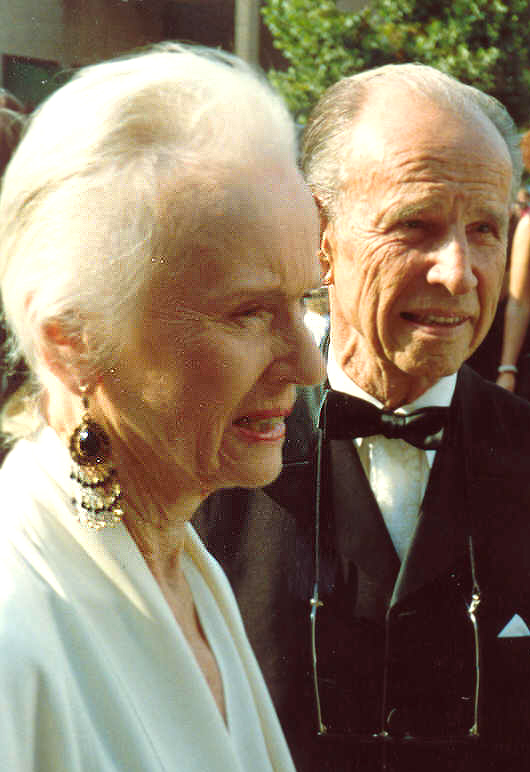
Hume Cronyn gemeinsam mit Ehefrau Jessica Tandy, 1988

Hume Blake Cronyn (* 18. Juli 1911 in London, Ontario; † 15. Juni 2003 in Fairfield, Connecticut) war ein kanadischer Schauspieler und Drehbuchautor.

## Leben
Hume Cronyn studierte Kunst und Jura und betätigte sich in jungen Jahren als Amateurboxer und -schauspieler. Ab 1934 trat er am Broadway auf. In Alfred Hitchcocks Film Im Schatten des Zweifels (1943) war er in der Rolle eines Krimi-begeisterten Nachbarn erstmals auf der Leinwand zu sehen. In Das siebte Kreuz (1944) spielte er einen aufrechten Nazi-Gegner und wurde für einen Oscar als bester Nebendarsteller nominiert. Cronyn, dessen Filmkarriere mehr als 50 Jahre umspannte, machte sich auch als Bühnenschauspieler einen Namen. Als Autor adaptierte er unter anderem die literarischen Vorlagen von Hitchcocks Sklavin des Herzens und Cocktail für eine Leiche für die Leinwand.
Cronyn war vom 27. September 1942 bis zu ihrem Tod 1994 mit der britischen Schauspielerkollegin Jessica Tandy verheiratet, mit der er in vielen Filmen gemeinsam auftrat. Sie hatten zwei gemeinsame Kinder. In zweiter Ehe heiratete der Witwer 1996 die Schriftstellerin Susan Cooper, mit der er bis zu seinem Tod sieben Jahre später verheiratet blieb.

## Filmografie (Auswahl)
Als Schauspieler
- 1943: Im Schatten des Zweifels (Shadow Of A Doubt)
- 1943: Phantom der Oper (Phantom Of The Opera)
- 1944: Das Rettungsboot (Lifeboat)
- 1944: Das siebte Kreuz (The Seventh Cross)
- 1945: Broadway Melodie 1950 (Ziegfeld Follies)
- 1946: Im Netz der Leidenschaften (The Postman Always Rings Twice)
- 1946: A Letter for Evie
- 1946: Das Vermächtnis (The Green Years)
- 1947: Zelle R 17 (Brute Force)
- 1949: Diebstahl in Irland (Top o’ the Morning)
- 1951: People Will Talk
- 1956/1958: Alfred Hitchcock präsentiert (Alfred Hitchcock Presents, Fernsehserie, 2 Folgen)
- 1960: Sunrise at Campobello
- 1963: Cleopatra
- 1964: Hamlet (Richard Burton’s Hamlet)
- 1969: Das Arrangement (The Arrangement)
- 1969: Gaily, Gaily
- 1970: Zwei dreckige Halunken (There Was a Crooked Man...)
- 1970/1971: Hawaii Fünf-Null (Hawaii Five-O, Fernsehserie, 2 Folgen)
- 1974: Zeuge einer Verschwörung (The Parallax View)
- 1974: Abschied von einer Insel (Conrack)
- 1981: Das Rollover-Komplott (Rollover)
- 1981: Da steht der ganze Freeway Kopf (Honky Tonk Freeway)
- 1982: Garp und wie er die Welt sah (The World According to Garp)
- 1984: Impulse – Stadt der Gewalt (Impulse)
- 1985: Cocoon
- 1985: Zum Teufel mit den Kohlen (Brewster’s Millions)
- 1987: Das Wunder in der 8. Straße (*batteries not included)
- 1988: Cocoon II – Die Rückkehr (Cocoon: The Return)
- 1989: Ein Monat voller Sonntage (Age Old Friends)
- 1989: Die Bombe (Day One) (Fernsehfilm)
- 1991: Trevor und der Penner (Christmas on Division Street) (Fernsehfilm)
- 1992: Broadway Familie (Broadway Bound) (Fernsehfilm)
- 1993: Die Akte (The Pelican Brief)
- 1993: Tanz mit dem weißen Hund (To Dance with the White Dog) (Fernsehfilm)
- 1996: Marvins Töchter (Marvin's Room)
- 1997: Die 12 Geschworenen (12 Angry Men) (Fernsehfilm)
- 1999: Die Menschen aus dem Meer (Sea People) (Fernsehfilm)
- 1999: Santa & Pete (Santa and Pete) (Fernsehfilm)
- 2000: Tränen der Erinnerung (Yesterday’s Children) (Fernsehfilm)
- 2004: Ein anderer Frieden (A Separate Peace) (Fernsehfilm)

Als Drehbuchautor
- 1948: Cocktail für eine Leiche (Rope)
- 1949: Sklavin des Herzens (Under Capricorn)
- 1984: Dollmaker – Ein Traum wird wahr (The Dollmaker) (Fernsehfilm)
- 1987: Langer Abschied (Foxfire) (Fernsehfilm, zugleich als Schauspieler involviert)

## Auszeichnungen
- 1986: Kennedy Center Honors
- 1988: Order of Canada
- 1990: National Medal of Arts
- 1994: Tony Award – Lifetime Achievement Award (gemeinsam mit Jessica Tandy)